# Dendrocerus phallocrates
Dendrocerus phallocrates är en stekelart som beskrevs av Paul Dessart 1987. Dendrocerus phallocrates ingår i släktet Dendrocerus och familjen trefåresteklar. Inga underarter finns listade i Catalogue of Life.